# Михаїл Стурдза
Михаїл Стурдза (рум. Mihail Sturdza; 24 квітня 1794, Ясси, Молдовське князівство — 8 травня 1884, Париж, Франція) — державний діяч і господар Молдовського князівства з квітня 1834 по червень 1849 року.

## Біографія
Представник боярського роду Стурдза, двоюрідний брат Олександра і Роксандри Стурдза.
У 1829 році був міністром фінансів в російській цивільній адміністрації в Дунайських князівствах, очолюваній графом Павлом Дмитрійовичем Кисельовим.
У 1834 році була припинена окупація Молдови російськими військами, Стурдза був обраний молдовським господарем і затверджений Росією і Туреччиною.
У 1839 році, під час селянського повстання на чолі з Василем Поповичем, він швидко і не зупиняючись перед крайніми мірами придушив цей спалах.
Особливий внесок був зроблений ним в організацію вищої освіти в Михайлівській Академії, створеної в 1835 році. Ця установа зіграла вирішальну роль в подальшій підготовці поколінь вчених-фахівців і державних службовців. Спочатку в Академії було два гімназійних класи, два гуманітарних і один — філософський. Академії було подаровано наукове обладнання і бібліотека, якій Михаїл Стурдза передав 600 книг та запросив іноземних викладачів.
У 1844 році видав указ про звільнення циган-рабів, які належали церкві або приватним землевласникам і вільно продавалися на ринку. У 1848 році без кровопролиття придушив революцію, заарештувавши і виславши з країни всіх змовників.
Під час його правління Молдовське князівство значно розвинулося в економічному плані.
Михаїл Стурдза зберігав владу до 1849 року. Висловлював інтереси верхівки боярства, що зосередила в своїх руках управління князівством. Він відрізнявся крайнім свавіллям в управлінні і суворо придушував селянські бунти і опозиційний рух ліберальних кіл боярства (особливо це посилилося в 1848 році).
Після зречення в липні 1849 року Михаїл Стурдза подався до Парижу, підтримуючи тісні зв'язки з багатьма європейськими знаменитостями. Помер 8 травня 1884 року і був похований в родинній каплиці в Баден-Бадені.